# Messier 20
Messier 20 (M20 ili NGC 6514), također Trifid, latinski za "Trodijelna", emisijska je i odrazna maglica i otvoreni skup u zviježđu Strijelcu. Klasificiraju je i kao H II područje. Nalazi se 2° sjevernije od maglice Messier 8.
Charles Messier 5. lipnja 1764. otkrio je maglicu i opisao je kao nakupinu zvijezda umotanih u maglicu. Ime Trifid je dobila od Williama Herschela koji je uočio tamne oblake prašine u maglici koji je dijele na tri dijela.

## Svojstva
M20 se nalazi oko 5200 svj. g. Njen promjer na nebu je 28' što znači da se u stvarnosti proteže na 40 svjetlosnih godina. Maglica se sastoji od dva dijela, emisijskog, koji je crven zbog pobuđenog vodika i plavog, reflektivnog dijela koji odbija svjetlost mladih zvijezda.
Neobični je spoj otvorenog skupa zvijezda, emisijske maglice (donji, crveni dio), odrazne maglice (gornji, plavi dio) i tamne maglice (očigledni jazovi unutar emisijske maglice zbog kojih izgleda trodijelna; oni su također označeni kao Barnard 85).
Glavni izvor svjetla za maglicu su tri zvijezde u središtu maglice. Zvijezde su mlade i vruće, te nekoliko tisuća puta sjajnije od Sunca. 
Na Hubbleovoj fotografiji mogu se vidjeti rodilišta zvijezda. Mlade zvijezde izbacuju mlazove plina koji se mogu vidjeti kao štapići što izviru iz oblaka. 
Spitzerov svemirski teleskom u infracrvenom je dijelu spektra otkrio 120 novonastalih zvijezda i još 30 embrija u kojem se upravo odvija formiranje zvijezda.
Trodijelna maglica je zvjezdorodno područje u kraku Štita-Centaura Kumove slame.
Najmasivnija zvijezda nastala u ovom području je HD 164492A, an zvijezde vrste O7.5III mase dvadest puta veće od Sunčeve mase.
Ovu zvijezdu okružuje skup od približno 3100 mladih zvijezda.

## Amaterska promatranja
Messier 20 je teško uočiti malim dvogledom. Kroz manji teleskop ju je moguće vidjeti tamnim noćima kao slabašan sjaj oko zvijezda. Kroz 200 mm teleskop može se vidjeti slabašna maglica. Pažljivije promatranje otkrit će da je ta maglica podijeljena na tri dijela. Od velike koristi je filter UHC ili OIII.

## Vanjske poveznice
- (engl.) SEDS: NGC 6514
- (engl.) Hartmut Frommert: Revidirani Novi opći katalog
- (engl.) Izvangalaktička baza podataka NASA-e i IPAC-a
- (engl.) Astronomska baza podataka SIMBAD
- (engl.) VizieR
- (engl.) Auke Slotegraaf: NGC 6514 Deep Sky Observer's Companion
- (engl.) Courtney Seligman: Objekti Novog općeg kataloga: NGC 6500 - 6549
- Astronomsko društvo Beskraj  Arhivirana inačica izvorne stranice od 6. svibnja 2007. (Wayback Machine)
- Skica Messiera 20